# Dieter Hassenpflug
Dieter Hassenpflug (* 23. Februar 1946 in Norton, Simbabwe) ist ein deutscher Soziologe.

## Leben
Er studierte Volkswirtschaftslehre, Soziologie und Philosophie in Berlin und Kassel. Nach der Promotion zum Dr. phil. und Habilitation in Kassel lehrte er an der Fachhochschule für Wirtschaft in Berlin, an der Universität Kassel und an der Goethe-Universität. Von 1993 bis 2011 war er Professor für Soziologie und Sozialgeschichte der Stadt an der Bauhaus-Universität Weimar. 
Seine Forschungsbereiche sind chinesische Stadtentwicklung, europäische Stadtgeschichte, Urbane Semiotik und Stadtplanungstheorie.

## Schriften (Auswahl)
- Die Natur der Industrie. Philosophie und Geschichte des industriellen Lebens. Frankfurt am Main 1990, ISBN 3-593-34166-2.
- Sozialökologie. Ein Paradigma. Opladen 1993, ISBN 3-531-12503-6.
- Reflexive Urbanistik. Reden und Aufsätze zur europäischen Stadt. Weimar 2006, ISBN 3-86068-289-X.
- Der urbane Code Chinas. Gütersloh 2009, ISBN 978-3-7643-8806-5.